# All nerve
All Nerve è il quinto album in studio del gruppo musicale statunitense The Breeders, pubblicato il 2 marzo 2018 dalla 4AD.

## Descrizione
Dieci anni dopo il loro precedente album Mountain Battles, uscito all’aprile del 2008, All Nerve segna il primo disco in 25 anni della band con la stessa formazione che, nel 1993, diede alle stampe Last Splash, il loro album di maggior successo, ovvero Kim Deal (chitarra, voce), Kelley Deal (chitarra), Josephine Wiggs (basso) e Jim MacPherson (batteria). Nell'ottobre del 2017 viene pubblicato il primo singolo estratto dall'album intitolato Wait in the Car.
Nel disco è presente anche una cover di Archangel’s thunderbird della band tedesca Amon Duul II.

## Tracce[2]
1. Nervous Mary – 2:29
2. Wait in the Car – 2:04 (Kim Deal, Richard Presley)
3. All Nerve – 2:11
4. MetaGoth – 3:08 (Kim Deal, Josephine Wiggs)
5. Spacewoman – 4:21 (Kim Deal, Morgan Nagler)
6. Walking with a Killer – 3:45
7. Howl at the Summit – 2:57
8. Archangel's Thunderbird (Amon Düül II cover) – 3:25 (Falk Ulrich Rogner, John Weinzierl)
9. Dawn: Making an Effort – 3:50
10. Skinhead #2 – 2:45 (Kim Deal, Josephine Wiggs)
11. Blues at the Acropolis – 2:56

### Tracce bonus dell'edizione giapponese[3]
1. Joanne (Mike Nesmith cover) – 3:13 (Mike Nesmith)
2. Gates of Steel (Devo cover) – 3:27 (G. Casale, M. Mothersbaugh, Sue Schmidt, Debbie Smith)